# De Smaakpolitie
De Smaakpolitie was een Nederlands televisieprogramma dat werd uitgezonden door SBS6.
Het programma werd samengesteld door 625 TV Producties en gepresenteerd door keurmeester Rob Geus. In eerdere seizoenen werd het programma aan elkaar gepraat door Maureen du Toit. In De Smaakpolitie staat de kwaliteit van eten en drinken centraal.
Op de Belgische commerciële zender VT4 werd van 2010 tot 2012 een Vlaamse versie van het programma uitgezonden, met de Vlaamse onderzoeker Benny Bax.

## Format
In het programma neemt Geus elke week in een willekeurige stad in Nederland een kijkje in de keukens van de horeca. Als hij van mening is dat een restaurant of cafetaria voldoet aan de hygiëne-eisen, reikt hij de "De Smaakpolitie OK-sticker" uit. Als een restaurant daarentegen niet voldoet, geeft hij tips hoe het beter kan. Indien de hygiëne echt ver onder de maat is, reikt hij een T-shirt uit met daarop de tekst "Hier word ik niet vrolijk van".
Het televisieprogramma is afgeleid van het format dat door Hans van den Oever (televisieproducer en formatschrijver) werd ontwikkeld. Het heette in eerste instantie De Keurmeester. Van den Oever kwam op zijn idee toen hij een film van Louis de Funes; L'Aile ou la Cuisse, (1976) had gezien, waarin De Funes als keurmeester en controleur allerlei restaurants bezocht en die op kwaliteit controleerde.
In de film heette de organisatie achter De Funes, Guide Duchemin, als knipoog naar de beroemde Guide Michelin (Michelinster). De Funes speelt de rol van Duchemin en gaat in allerlei vermommingen en geheimzinnige methoden te werk. Hans van den Oever, werkte destijds bij 625 TV Producties BV in Almere-Haven en deelde zijn idee met Jeroen van Baaren, een van de twee directieleden van 625 TV Producties. Het programma is in Nederland nog steeds succesvol en verder uitgewerkt door 625 TV Producties BV.
Naast deze controles bestaat het programma uit een aantal wekelijks terugkerende rubrieken, zoals een herinspectie van een eerder afgekeurde keuken, en "De Smaakpolitie Smaaktest" waarin vier dezelfde soort producten, maar met ieder een ander productmerk, worden getest door één liefhebber en twee deskundigen. In eerdere seizoenen werd ook afhaaleten van verschillende restaurants vergeleken. Andere onderdelen waren het boodschappenmandje waarin gekeken wordt welke supermarkt het goedkoopst is, de "Smaak van de Sterren" waarin een bekende Nederlander drie versies of merken van een willekeurig product test en onderling vergelijkt, het keuren van de hygiëne in studentenhuizen en een onderdeel waarin middels een testmonster wordt aangetoond hoeveel bacteriën zich kunnen bevinden op een alledaags voorwerp (zoals een computer of een mobiele telefoon).

## Kijkcijfers

### Seizoen 2011/2012
In het najaar van 2011 zou Rob Geus terugkomen op SBS6 met een nieuw seizoen. Dit seizoen werd na twee afleveringen stilgezet en in januari 2012 voortgezet.
| Aflevering | Plaats   | Datum           | Kijkcijfers |
| ---------- | -------- | --------------- | ----------- |
| 1          | Vught    | 31 oktober 2011 | 440.000     |
| 2          | Woerden  | 7 november 2011 | 634.000     |
| 3          | Leusden  | 8 januari 2012  | 1.080.000   |
| 4          | Haarlem  | 15 januari 2012 | 914.000     |
| 5          | Rijswijk | 22 januari 2012 | 940.000     |
| 6          | Veghel   | 29 januari 2012 | 928.000     |

### Seizoen 2017
| Aflevering | Plaats           | Datum            | Kijkcijfers |
| ---------- | ---------------- | ---------------- | ----------- |
| 1          | Hardenberg       | 11 januari 2017  | 507.000     |
| 2          | Lochem           | 18 januari 2017  | 447.000     |
| 3          | Goirle           | 1 februari 2017  | 485.000     |
| 4          | Hoek van Holland | 8 februari 2017  | 411.000     |
| 5          | Leerdam          | 15 februari 2017 | 375.000     |
| 6          | Waalwijk         | 22 februari 2017 | 352.000     |
| 7          | Oostenrijk       | 1 maart 2017     | 398.000     |